# Tatjana Lange

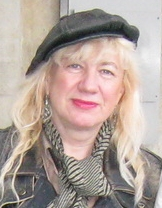
Tatjana Lange

Tatjana Iwanowna Lange (* 28. April 1949 in Duschanbe) ist eine deutsche Ingenieurin und Professorin für Regelungstechnik. Sie widmet sich der Ausbildung von Ingenieuren auf dem Fachgebiet Automatisierung für verfahrenstechnische Prozesse/Regelungstechnik sowie der Forschung zur Modellierung stochastischer Systeme und zur Statistik.

## Werdegang
Tatjana Lange wurde 1949 als Tatjana Iwanowna Vasileva in Duschanbe (Hauptstadt von Tadschikistan) geboren.
Ihre Mutter war Orientalistin und Sprachwissenschaftlerin (Arabisch, Persisch, Tadschikisch, Usbekisch u. a.), ihr Vater war Landwirtschaftsexperte speziell für den mittelasiatischen Vegetationsraum. Ihr 16 Jahre älterer Bruder Wladimir I. Vasilev war Raketeningenieur und später Professor für Mustererkennung und Control Learning an der Ukrainischen Akademie der Wissenschaften (Präsident: Borys Paton) in Kiew.
Tatjana Lange ist in Kiew (Ukraine) aufgewachsen. Hier besuchte sie die Schule und studierte anschließend Automatik und Fernwirktechnik an der Nationalen Ukrainischen Technischen Universität Kiew (KPI). 1973 erlangte sie dort den akademischen Grad einer Diplomingenieurin.
Seit 1972 ist Tatjana Lange mit Jörg Lange verheiratet. Das Ehepaar hat einen erwachsenen Sohn.
Von 1973 bis 1978 übte sie eine Tätigkeit als wissenschaftliche Mitarbeiterin des Kiewer Kybernetischen Instituts der Ukrainischen Akademie der Wissenschaften  aus. Die Arbeit mit ihrem akademischen Lehrer Oleksij Iwachnenko war prägend für ihre weitere berufliche Tätigkeit. Hier lernte sie völlig neue Herangehensweisen zur Automatisierung von Prozessen kennen. Insbesondere war sie mit der Erarbeitung von Algorithmen für selbstorganisierende Modellierungsmethoden befasst, speziell für die "Group Method of Data Handling (GMDH)", die unter anderem von Jürgen Schmidhuber als Wiege des Deep Learning betrachtet wird.
Von 1978 bis 1986 arbeitete Lange als Wissenschaftliche Assistentin und Aspirantin an der TH Ilmenau am Lehrstuhl von Karl Reinisch in der Sektion Technische und Biomedizinische Kybernetik (TBK).
In ihren Forschungsarbeiten widmete sie sich in dieser Zeit speziellen Untersuchungen zur strukturellen Modellierung bei Datenmangel, seit 1986 mit dem Schwerpunkt der Entwicklung neuer Strukturselektionskriterien. So entwickelte sie u. a. das "Local Data Uncertainty Criterion (LDUC)" und verglich dessen Eignung für Deep-Learning-Netze mit anderen bekannten Kriterien wie z. B. dem Informationskriterium von Hirotsugu Akaike.
In diesen Jahren übte sie auch Lehrtätigkeit auf den Gebieten „Regelungstechnik“ und „Einführung in die Kybernetik“ aus.
1983 verteidigte Lange bei Karl Reinisch ihre Dissertation zum Thema der strukturellen Modellierung bei kleinen Datenmengen (Promotion zum Doktoringenieur, Dr.-Ing.).
Von 1986 bis 1989 war Lange als Wissenschaftliche Mitarbeiterin im Zentralinstitut für Kybernetik und Informationsprozesse (ZKI) der Akademie der Wissenschaften der DDR in Berlin tätig (Direktor: Volker Kempe). Am ZKI vertiefte sie ihre Untersuchungen zur Eignung von Strukturselektionskriterien.
Im Jahre 1989 kehrte Lange in das Hochschulwesen zurück und wurde Wissenschaftliche Oberassistentin an der Ingenieurhochschule bzw. Fachhochschule für Technik und Wirtschaft Berlin, heute HTW Berlin. Neben der damit verbundenen Lehrtätigkeit widmete sie sich in der Forschung dem Gebiet der „Stochastischen Prozesse“.
Ihre Lehrtätigkeit umfasste hier die Gebiete Automatisierungstechnik, Regelungstechnik, Stochastische Prozesse in linearen und nichtlinearen Regelkreisen, Prozessanalyse/Simulation, Mathematik für Ingenieure sowie Statistik.

## Wirken als Professorin

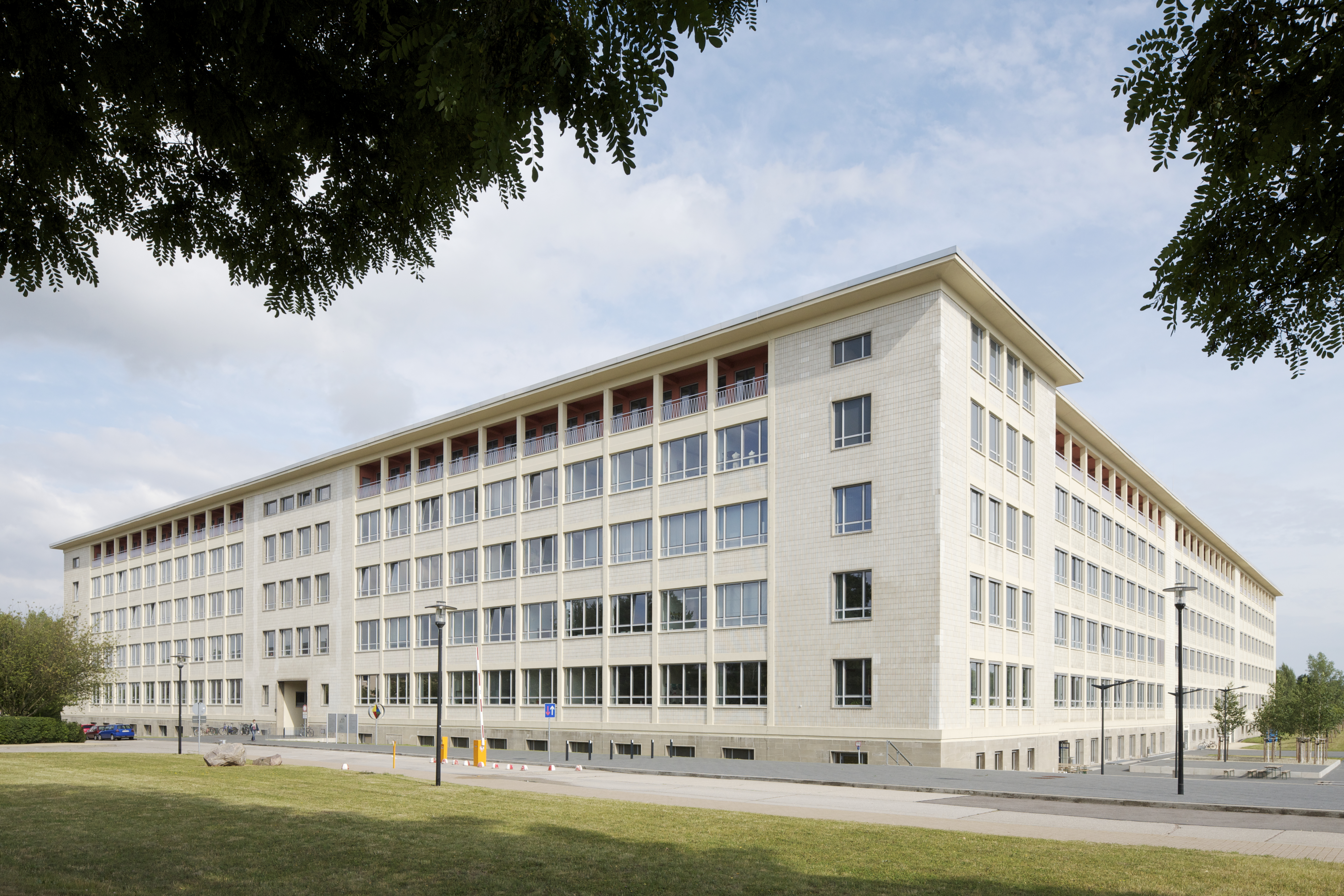
Hochschule Merseburg – Hauptgebäude auf dem Campus

Im Jahre 1995 wurde sie als Professorin für Automatisierungstechnik mit der Spezialisierung für Regelungstechnik an die Hochschule Merseburg, Fachbereich Elektrotechnik berufen.
Die Hochschullehre von Lange umfasste u. a. Vorlesungen auf den Gebieten Regelungstechnik, Modellbildung und Simulation sowie nichtlineare Regelung. Hier hat sie die Ausbildung von Diplom-Ingenieuren in der im deutschsprachigen Raum eher seltenen Spezialisierung für Automatisierungsanlagen für verfahrenstechnische Prozesse mitgestaltet. In Kooperation mit ihren Professorenkollegen Werner Kriesel, Frank Sokollik, Peter Helm und Rainer Winz sind hierzu umfangreiche Praktikumseinrichtungen auf dem Niveau von industrienahen automatisierten Anlagen der Verfahrenstechnik und der Klimatechnik entstanden, die ein Alleinstellungsmerkmal gegenüber vergleichbaren Hochschuleinrichtungen im deutschsprachigen Raum darstellen.
Als Hochschullehrerin verband Tatjana Lange ihrer Forschungstätigkeit insbesondere mit der Förderung junger ukrainischer Nachwuchswissenschaftler, wobei sie eng  mit dem Professorenkollegen Karl Mosler von der Universität zu Köln kooperierte. Repräsentativ für diese internationale akademische Förderungsarbeit sind drei erfolgreich abgeschlossene Promotionsverfahren Kiewer Nachwuchswissenschaftler an der Universität zu Köln. Gemeinsam mit Karl Mosler verfasste Tatjana Lange auch ein breit ausgerichtetes Lehrbuch für Ökonomen und Ingenieure unter dem Titel Statistik kompakt.
Lange hat sich seit Beginn ihrer Forschungstätigkeit bei A. G. Ivachnenko und Karl Reinisch schwerpunktmäßig mit Problemen der Entwicklung und Verbesserung von Selektionskriterien für Künstliche Neuronale Netze (Machine/Control Learning), für Klassifikation, Mustererkennung sowie für Prognose und für Steuerungszwecke beschäftigt. Ihr Arbeitsfeld reicht dabei von Validationskriterien über Fragen der funktionalen Regularisierung (Andrei Nikolajewitsch Tichonow, Stephen Hawking) bis hin zu transformations-geometrischen Kriterien (Lew Semjonowitsch Pontrjagin, L. I. Rozonoer, V. I. Vasilev).
Ihre wissenschaftlichen Veröffentlichungen umfassen neben nationalen und internationalen Fachvorträgen zahlreiche Proceedings sowie die Beteiligung an mehreren Buchpublikationen sowie eine größere Anzahl von Fachartikeln.

## Veröffentlichungen (Auswahl)
- Ein Beitrag zur strukturellen Modellierung bei kleinen Datenmengen unter Anwendung der Methode der gruppenweisen Erfassung der Argumente. Dissertation, TH Ilmenau, 1983.
- Zur Wahl geeigneter Kriterien für die Struktursuche bei Modellierungsaufgaben. Wiss. Z. TH Ilmenau 33(1987), Heft 2, S. 67–78 (mit K. Gnatowski, S. Umbreit).
- Methoden und Kriterien für die Modellbildung mit Struktursuche unter Unsicherheitsbedingungen. Wiss. Z. TH Ilmenau 34(1988), Heft 4, S. 77–88.
- A New Approach for Structural Modelling. Proceedings of the Int. Symp. System Analysis and Simulation in Math. Research, vol. 46, pp. 137 – 140, Berlin 1988.
- Multi-criterial Decision Approach to Structural Modelling with Uncertainty Conditions. Syst.Anal.Model.Simul. (SAMS), Berlin 6 (1989) 2, pp. 147 – 154.
- Strukturkriterien für kurze Stichproben. Wiss. Z. TH Ilmenau, 36(1990), Heft 3, S. 111–122.
- Automatische Selektion optimaler Modellstrukturen für die Identifikation nichtlinearer Systeme bei Unsicherheit. Operations Research Proceedings, Papers of the 21st Annual Meeting of DGOR in Cooperation with ÖGOR, Springer-Verlag, 383–390 (1992).
- Untersuchung der prognostischen Fähigkeiten ausgewählter Selektionskriterien bei unzureichender Datenqualität. Proceedings des 39. Internat. Wiss. Kolloquium der Technischen Universität Ilmenau,  27. – 30.09.1994, Band 3, S. 74–79 (mit J. Voigt).
- Structure Criteria for Automatic Model Selection in Multilayered GMDH Algorithms in Case of Uncertainty of Data. 'Systems Analysis - Modelling - Simulation (SAMS)', 1995, Vol. 20, pp. 79–91
- A Cluster-Analytical Approach to the Modeling of Non-Linear Systems. Jahrestagung der DGOR und GMÖOR, Braunschweig, 4.–6. Sept. 1996. Operations Research Proceedings, Papers of the 25th Annual Meeting of DGOR, 1996, Springer-Verlag, (1997) (mit  V. I. Vasil’ev und S. Schlorf).
- Identifikation verdeckter Information in Lehrfolgen (ukr.). Vseukrainskaya Meshdunarodnaya Konferenziya po Obrabotke signalov i isobrashenii i raspoznovaniju obrazov. Kiev 1998. Proceedings, pp. 53–54 (mit V. I. Vasil’ev  und N. M. Kobets).
- Das Dualitätsprinzip im Lehrproblem bei der Mustererkennung (russ.). Kibernetika i vytschislit'elnaya technika 1998. Vyp. 121, s. 7–16 (mit V. I. Vasilev).
- Interpretation unscharfer Begriffe (russ.). VIII. Meshdunarodnaya Konferenziya 1999. KDS 99. Kiazjaveli (Krim). Proceedings, pp. 183–187 (mit V. I. Vasil’ev  und A. E. Baranoff).
- Reduktionstheorie für Identifikationsaufgaben (russ.). Proceedings of International Conference on Control: Automatics-2000. Lviv 11–15 September 2000. Section 2. pp. 49–53 (mit V. I. Vasil’ev).
- A new principle of forming validation criteria for selection algorithms using GMDH. Proceedings of International Conference on Inductive Modelling (ICIM-2002), Lviv May 20 – 25, Section 1, pp. 62 – 67.
- Взаимодополняемость метода групового учота аргументов (МГУА) и метода предельных упрощений (МПУ). Proceedings of International Conference on Inductive Modelling (ICIM-2002), Lviv May 20 – 25, Section 1, pp. 68 – 71 (mit V. I. Vasil’ev).
- Прогнозирование сложных процессов и систем. Proceedings of International Conference on Inductive Modelling (ICIM-2002), Lviv May 20 – 25, Section 1, pp. 77 – 83 (mit A. A. Pavlov, V. N. Tomaschevskij, N. M.  Kobez).
- Criterions of model selection in multiserial algorithms of a group method of data handling. Scientific News NTUU "KPI", 2002, No. 5, pp. 129 – 135, (mit A. A. Pavlov, V. N. Tomaschevskij, N. M. Kobez).
- Computing zonoid drimmed regions of Dimension. Computational Statistics & Data Analysis, Volume 53, Issue 7 (2009), pp. 2500–2510 (mit K. Mosler, T. Bazovkin).
- Определение глубины на многомерных выборках (Depth determination for multivariate samples).  Індуктивне моделювання складних систем, Збірник наукових праць, 2010, pp. 101–119 (mit P. Mozharovskyi).
- The Alpha-Procedure – a non-parametric invariant method for automatic classification of d-dimensional objects. Proceedings of the 36th Annual Conference of the German Classification Society on Data Analysis, Machine Learning and Knowledge Discovery. Hildesheim, August 1–3, 2012, (mit P. Mozharovskyi).
- DDα-classification of asymmetric and fat-tailed data. Proceedings of the 36th Annual Conference of the German Classification Society on Data Analysis, Machine Learning and Knowledge Discovery. Hildesheim, August 1–3, 2012, (mit K. Mosler, P. Mozharovskyi).
- Fast nonparametric classification based on data depth. Workshop "Robust Methods for Dependent Data"(invited paper), Statistical Papers, Vol. 53, No. 4, Springer-Verlag, Nov. 2012 (mit K. Mosler, P. Mozharovskyi).
- Эффективная глубинная классификация с помощью проективного инварианта классовой принадлежности (Efficient depth-based classification using projective invariant class membership). Управляющие системы и машины (Control Systems and Machines), Kiev, 2013, 47–58 (mit K. Mosler, P. Mozharovskyi).
- Efficient supervised learning with the DD –classifier. Proceedings of 4th International Conference on Inductive Modelling (ICIM 2013), Kyiv, pp. 79–88 (mit K.  Mosler und P. Mozharovskyi).
- Penalty, metric and validation - three principles of classifying selection criteria for the reconstruction of dependencies from empirical data. Proceedings of 4th International Conference on Inductive Modelling, ICIM 2013, Kyiv, pp. 42–50.
- Classifying real-world data with the DD-procedure. Advances in Data Analysis and Classification (ADAC), September 2015, Volume 9, Issue 3, pp 287–314 (mit K. Mosler und P. Mozharovskyi).
- Tatjana Lange, Karl Mosler: Statistik kompakt. Basiswissen für Ökonomen und Ingenieure. Springer-Lehrbuch. Springer Gabler, Berlin; Heidelberg 2017, ISBN 978-3-662-53466-3, ISBN 978-3-662-53467-0 (E-Book).
- Jörg Lange, Tatjana Lange: Fourier-Transformation zur Signal- und Systembeschreibung. Kompakt, visuell, intuitiv verständlich. Springer Vieweg, Wiesbaden 2019, ISBN 978-3-658-24849-9, ISBN 978-3-658-24850-5 (E-Book).
- Jörg Lange, Tatjana Lange: Mathematische Grundlagen der Digitalisierung. Kompakt, visuell, intuitiv verständlich. Springer Vieweg, Wiesbaden 2019, ISBN 978-3-658-26685-1, ISBN 978-3-658-26686-8 (E-Book).